# ポール・セザンヌの作品一覧
ポール・セザンヌの作品一覧（-さくひんいちらん）では、フランスの画家ポール・セザンヌ（1839年1月19日 - 1906年10月22日）の作品を挙げる。

## 初期の作品（1860年代）
| 画像 | 作品名                                               | 制作時期  | 作品詳細         | 所在地                                                                           | 国             |
| ---- | ---------------------------------------------------- | --------- | ---------------- | -------------------------------------------------------------------------------- | -------------- |
|      | 春                                                   | 1859-60   | 314×97 cm        | プティ・パレ（パリ）                                                             | フランス       |
|      | 夏                                                   | 1859-60   | 314×109 cm       | プティ・パレ（パリ）                                                             | フランス       |
|      | 秋                                                   | 1859-60   | 314×104 cm       | プティ・パレ（パリ）                                                             | フランス       |
|      | 冬                                                   | 1859-60   | 314×104 cm       | プティ・パレ（パリ）                                                             | フランス       |
|      | 宗教的な場面                                         | 1860-62   | 27.5×22.2 cm     | ポーラ美術館 （箱根）                                                            | 日本           |
|      | パリスの審判                                         | 1862-1864 | 15 × 21 cm       | 個人コレクション                                                                 |                |
|      | スキピオという名の黒人                               | 1865      | 107 × 103 cm     | サンパウロ美術館（サンパウロ）                                                   | ブラジル       |
|      | 風景                                                 | 1865      | 26.7 × 35.0 cm   | フランシス・リーマン・ロブ・アート・センター（ヴァッサー大学）（ニューヨーク州） | アメリカ合衆国 |
|      | パンと卵のある静物                                   | 1865      | 59 x 76 cm       | シンシナティ美術館 （シンシナティ）                                              | アメリカ合衆国 |
|      | 砂糖入れ、梨、青いコップ                             | 1865-67   | 30 x 41 cm       | オルセー美術館 （パリ）                                                          | フランス       |
|      | ルイ＝オーギュスト・セザンヌ、画家の父               | 1865      | 167,6 × 114,3 cm | ナショナル・ギャラリー（ロンドン）                                               | イギリス       |
|      | 「レヴェヌマン」紙を読む画家の父                     | 1866      | 198,5 × 119,3 cm | ナショナル・ギャラリー（ワシントンD.C.）                                         | アメリカ合衆国 |
|      | ドミニク叔父の肖像                                   | 1866      | 79,7 × 64,1 cm   | メトロポリタン美術館（ニューヨーク）                                             | アメリカ合衆国 |
|      | 僧侶としてのドミニク叔父の肖像                       | 1866      | 64,8 × 54 cm     | メトロポリタン美術館（ニューヨーク）                                             | アメリカ合衆国 |
|      | アントニー・ヴァラブレーグ                           | 1866      | 116.3 x 98.4 cm  | ナショナル・ギャラリー（ワシントンD.C.）                                         | アメリカ合衆国 |
|      | 老人の顔                                             | 1866      | 51 × 48 cm       | オルセー美術館（パリ）                                                           | フランス       |
|      | 男の肖像                                             | 1866      | 81,5 × 66 cm     | 個人コレクション                                                                 |                |
|      | 頭蓋骨とキャンドル・スティック                       | 1866      | 47.5 x 62.5 cm   | 個人コレクション                                                                 | スイス         |
|      | アシル・アンプレールの肖像                           | 1867-1868 | 200 × 120 cm     | オルセー美術館（パリ）                                                           | フランス       |
|      | 登り道（水彩）                                       | 1867      | 21.0×34.5 cm     | 永青文庫（東京）                                                                 | 日本           |
|      | 林間の空地                                           | 1867      | 64.8×54.3 cm     | 諸橋近代美術館（福島県）                                                         | 日本           |
|      | 辺獄のイエス                                         | 1867      | 170 × 97 cm      | オルセー美術館（パリ）                                                           | フランス       |
|      | 略奪                                                 | 1867      | 90,5 × 117 cm    | フィッツウィリアム美術館（ケンブリッジ）                                         | イギリス       |
|      | 聖アントワーヌの誘惑                                 | 1867-1869 | 52 × 73 cm       | ビュールレ・コレクション（チューリッヒ）                                         | スイス         |
|      | 白と黒の静物                                         | 1867-1869 | 64,5 x 81 cm     | オルセー美術館 （パリ）                                                          | フランス       |
|      | 岩場の水浴                                           | 1867-1869 | 167.5 x 113 cm   | クライスラー美術館 （ノーフォーク）                                              | アメリカ合衆国 |
|      | 饗宴                                                 | 1867-1870 | 130 × 81 cm      | 個人コレクション                                                                 |                |
|      | 葬式の準備                                           | 1867–1869 | 49 × 80 cm       | 個人コレクション                                                                 |                |
|      | ピアノを弾く少女（「タンホイザー」序曲）             | 1868      | 57 × 92 cm       | エルミタージュ美術館（サンクトペテルブルク）                                     | ロシア         |
|      | 悲しみ                                               | 1869      | 165 × 124 cm     | オルセー美術館（パリ）                                                           | フランス       |
|      | 黒い大理石の置時計がある部屋                         | 1869–1871 | 54 × 73 cm       | 個人コレクション                                                                 |                |
|      | エミール・ゾラに新聞を読み聞かせるポール・アレクシス | 1869–1870 | 130 × 160 cm     | サンパウロ美術館（サンパウロ）                                                   | ブラジル       |
|      | ゾラの屋敷で新聞を読むポール・アレクシス             | 1869-1870 | 52 × 56 cm       | 個人コレクション                                                                 |                |
|      | アントニー・ヴァラブレーグの肖像                     | 1866-1870 | 60,4 × 50,2 cm   | J・ポール・ゲティ美術館（ロサンゼルス）                                          | アメリカ合衆国 |
|      | 殺害                                                 | 1870      | 65 x 80 cm       | ウォーカー・アート・ギャラリー （リヴァプール）                                  | イギリス       |
|      | 切土                                                 | 1870      | 80 × 129 cm      | ノイエ・ピナコテーク（ミュンヘン）                                               | ドイツ         |
|      | 田園詩 （バルバリア河畔のドン・キホーテ）            | 1870      | 65 × 81 cm       | オルセー美術館（パリ）                                                           | フランス       |
|      | 水浴図                                               | 1870      | 33 × 40 cm       | 個人コレクション                                                                 |                |
|      | 麦わら帽の男（ボワイエの肖像）                       | 1870-1871 | 55 × 39 cm       | メトロポリタン美術館（ニューヨーク）                                             | アメリカ合衆国 |
|      | レスタック、雪解け                                   | 1871      | 73 × 92 cm       | ビュールレ・コレクション（チューリッヒ）                                         | スイス         |

### 印象主義時代の作品（1872年-78年）
| 画像 | 作品名                                                           | 制作時期  | 作品詳細       | 所在地                                           | 国             |
| ---- | ---------------------------------------------------------------- | --------- | -------------- | ------------------------------------------------ | -------------- |
|      | ウルビノ壺のある静物                                             | 1872-1873 | 45.0×55.0 cm   | 上原近代美術館                                   | 日本           |
|      | 首吊りの家                                                       | 1872–1873 | 55 × 66 cm     | オルセー美術館                                   | フランス       |
|      | オーヴェル＝シュル＝オワーズの眺め                               |           |                | アシュモレアン博物館（オックスフォード）（盗難） | イギリス       |
|      | オーヴェルのガシェ医師の家                                       | 1872–1873 | 41 × 27 cm     | オルセー美術館（パリ）                           | フランス       |
|      | デルフト柄の花瓶にいけられた花束                                 | 1873      | 74 × 93 cm     | オルセー美術館（パリ）                           | フランス       |
|      | オーヴェルの眺め                                                 | 1873      | 65 × 80 cm     | シカゴ美術館〔シカゴ）                           | アメリカ合衆国 |
|      | カルチエ・フール、オーヴェル=シェル=オワーズ（風景、オーヴェル） | 1873      | 46.4 x 55.2 cm | フィラデルフィア美術館〔フィラデルフィア）       | アメリカ合衆国 |
|      | モデルヌ・オランピア                                             | 1873–1874 | 46 × 55 cm     | オルセー美術館（パリ）                           | フランス       |
|      | 静物（軽食用カウンター）                                         | 1873–1877 | 65 × 81 cm     | ブダペスト国立西洋美術館（ブダペスト）           | ハンガリー     |
|      | 静物（鉢と牛乳入れ）                                             | 1873–1877 | 20.0×18.0 cm   | ブリヂストン美術館（東京）                       | 日本           |
|      | 坐る浴女                                                         | 1873–1877 | 21.0×13.0 cm   | コロンバス美術館（コロンバス）                   | アメリカ合衆国 |
|      | 鳥打帽をかぶった自画像                                           | 1873-75   | 55 × 38 cm     | エルミタージュ美術館（サンクトペテルブルク）     | ロシア         |
|      | オーヴェールの曲がり道                                           | 1873      | 59.7×49.0 cm   | 東京富士美術館（東京                             | 日本           |
|      | ジャ・ド・ブッファンの小道                                       | 1874-1875 | 38 × 46 cm     | テート・ギャラリー                               | イギリス       |
|      | 水浴図                                                           | 1874–1875 | 38,1 × 46 cm   | メトロポリタン美術館（ニューヨーク）             | アメリカ合衆国 |
|      | アントニー・ヴァラブレーグの肖像                                 | 1874–1875 | 64.1×52.8 cm   | ポーラ美術館（箱根）                             | 日本           |
|      | 聖アントニウスの誘惑                                             | 1874      | 25.0×33.0 cm   | 笠間日動美術館（笠間市）                         | 日本           |
|      | ナポリの午後（くつろぐ男女と黒人従僕）                           | 1875      | 37 × 45 cm     | オーストラリア国立美術館（キャンベラ）           | オーストラリア |
|      | 愛の争い                                                         | 1875–1876 | 38 × 46 cm     | 個人コレクション                                 | アメリカ合衆国 |
|      | 麦藁帽子の自画像                                                 | 1875–1876 | 34.9 × 29.9 cm | ニューヨーク近代美術館 ニューヨーク              | アメリカ合衆国 |
|      | 休息する水浴者たち                                               | 1875–1876 | 82 x 101.3 cm  | バーンズ・コレクション フィラデルフィア          | アメリカ合衆国 |
|      | 首を絞められた女                                                 | 1875-76   | 31.0×25.0 cm   | オルセー美術館（パリ）                           | フランス       |
|      | 赤い屋根のある風景 あるいはレスタックの松                        | 1875-76   | 73.0×60.0 cm   | オルセー美術館（パリ）                           | フランス       |
|      | 森                                                               | 1875-1876 | 53.5 x 65.4 cm | 清春白樺美術館 （北杜市）                        | 日本           |
|      | ジャ・ド・ブッファン                                             | 1875-1876 |                | プーシキン美術館（モスクワ）                     | ロシア         |
|      | ジャ・ド・ブッファン                                             | 1876      | 46.1 x 56.3 cm | エルミタージュ美術館（サンクトペテルブルク）     | ロシア         |
|      | 聖アントニウスの誘惑                                             | 1877      | 47 × 56 cm     | オルセー美術館（パリ）                           | フランス       |
|      | 2人の女性と子とも                                                | 1875-1877 |                | プーシキン美術館（モスクワ）                     | ロシア         |
|      | ポントワーズの道                                                 | 1875-1877 |                | プーシキン美術館（モスクワ）                     | ロシア         |
|      | 自画像                                                           | 1875      | 64 × 53 cm     | オルセー美術館（パリ）                           | フランス       |
|      | ピンクの背景の自画像                                             | 1875      | 66 × 55 cm     | オルセー美術館（パリ）                           | フランス       |
|      | デ・スールの池、オスニー                                         | 1875      | 60.0×73.5 cm   | コートールド美術館（ロンドン）                   | イギリス       |
|      | 自画像                                                           | 1875-1877 | 55 × 47 cm     | ノイエ・ピナコテーク（ミュンヘン）               | ドイツ         |
|      | 自画像                                                           | 1877-1880 |                | オルセー美術館（パリ）                           | フランス       |
|      | ジャ・ド・ブッファンの池                                         | 1876      | 46,1 × 56,3 cm | エルミタージュ美術館（サンクトペテルブルク）     | ロシア         |
|      | 水浴図                                                           | 1876-1877 | 14 × 19 cm     | 個人コレクション                                 |                |
|      | 草上の昼食                                                       | 1876-1877 | 21.0×27.0 cm   | オランジュリー美術館 （パリ）                    | フランス       |
|      | レスタックの山                                                   | 1877-1878 | 38 × 46 cm     | 国立ウェールズ美術館 （カーディフ）              | イギリス       |
|      | 水浴（水彩）                                                     | 1877-1878 |                | 和泉市久保惣記念美術館 （和泉市）                | 日本           |
|      | 4人の水浴の女たち                                                | 1877-1878 | 38 × 46 cm     | 個人コレクション                                 |                |
|      | 4人の水浴の女たち                                                | 1877-1878 | 38.0 x 46.2 cm | ポーラ美術館 （箱根）                            | 日本           |
|      | 水浴の男の背中                                                   | 1877-1878 | 24,2 × 19,4 cm | 個人コレクション                                 |                |
|      | ヴィクトール・ショケの肖像                                       | 1876–1877 | 46 × 36 cm     | 個人コレクション                                 |                |
|      | 赤い肘かけ椅子のセザンヌ夫人                                     | 1877      | 72,5 × 56 cm   | ボストン美術館（ボストン）                       | アメリカ合衆国 |
|      | 座ったヴィクトール・ショケの肖像                                 | 1877      | 46 × 38 cm     | コロンバス美術館（コロンバス）                   | アメリカ合衆国 |
|      | 果物籠とスープ鉢のある静物                                       | 1877      | 65 × 83 cm     | オルセー美術館（パリ）                           | フランス       |
|      | 開いた引出しのある静物                                           | 1877-1879 | 33 × 41 cm     | 個人コレクション                                 |                |
|      | 果物とワイン入りグラスのある静物                                 | 1877-1879 | 26.7 x 32.7 cm | フィラデルフィア美術館（フィラデルフィア）       | アメリカ合衆国 |
|      | 池                                                               | 1877-1879 | 47.0 x 56.2 cm | ボストン美術館（ボストン）                       | アメリカ合衆国 |
|      | 永遠の女性                                                       | 1877      | 43 × 53 cm     | J・ポール・ゲティ美術館（ロサンゼルス）          | アメリカ合衆国 |
|      | マルセイユ湾、レスタック近郊のサンタンリ村を望む                 | 1877–1879 | 64.5×80.2 cm   | 吉野石膏株式会社（山形美術館寄託） （山形）      | 日本           |
|      | レスタックの海                                                   | 1878-1879 | 73.0×92.0 cm   | ピカソ美術館（パリ）                             | フランス       |
|      | サント=ヴィクトワール山の平野、ヴァルクロからの眺め              | 1878―1879 | 58.0×72.0 cm   | プーシキン美術館（モスクワ）                     | ロシア         |
|      | 肘かけ椅子のセザンヌ夫人                                         | 1878-1888 | 92 x 73 cm     | ビュールレ・コレクション （チューリッヒ）        | スイス         |
|      | ジャ・ド・フーファンの泉木                                       | 1878-79   | 73.7×60.3 cm   | オルブライト＝ノックス美術館 （バッファロー）    | アメリカ合衆国 |
|      | レスタックから見たマルセイユ湾の眺め                             | 1878-79   | 58.0×72.0 cm   | オルセー美術館 （パリ）                          | フランス       |
|      | 三つの梨                                                         | 1878-79   | 20 × 25.7 cm   | ナショナル・ギャラリー（ワシントンD.C.）         | アメリカ合衆国 |

### 構成主義時代の作品（1879年-87年）
| 画像 | 作品名                                         | 制作時期  | 作品詳細        | 所在地                                                     | 国             |
| ---- | ---------------------------------------------- | --------- | --------------- | ---------------------------------------------------------- | -------------- |
|      | マンシーの橋                                   | 1879      | 60 × 73 cm      | オルセー美術館（パリ）                                     | フランス       |
|      | 農家の庭                                       | 1879      | 63 × 52 cm      | オルセー美術館（パリ）                                     | フランス       |
|      | ミルク缶と林檎                                 | 1879–1880 | 50.2 x 61 cm    | ニューヨーク近代美術館（ニューヨーク）                     | アメリカ合衆国 |
|      | りんご、ピーチ、梨、ぶどう                     | 1879–1880 | 38.5 x 46.5 cm  | エルミタージュ美術館（サンクトペテルブルク）               | ロシア         |
|      | ポプラ                                         | 1879–1880 | 65 × 80 cm      | オルセー美術館（パリ）                                     | フランス       |
|      | リンゴとビスケット                             | 1879–1880 | 45.0×55.0 cm    | オランジュリー美術館（パリ）                               | フランス       |
|      | りんごとナプキン                               | 1879–1880 | 49.2 × 60.3 cm  | SOMPO美術館（東京）                                        | 日本           |
|      | フォンテーヌブローの森の中                     | 1879-1882 | 64 × 80 cm      | 個人コレクション                                           |                |
|      | 自画像                                         | 1878-1880 | 61 × 47 cm      | フィリップス・コレクション（ワシントンD.C.）               | アメリカ合衆国 |
|      | 自画像                                         | 1879–1880 | 65 × 51 cm      | ベルン美術館（ベルン）                                     | スイス         |
|      | 自画像                                         | 1879-1880 |                 | オスカー・ラインハルト・コレクション                       | スイス         |
|      | ルイ・ギヨームの肖像                           | 1879-1880 | 56 × 47 cm      | ナショナル・ギャラリー（ワシントンD.C.）                   | アメリカ合衆国 |
|      | メデア (ドラクロワを模して)                    | 1879-1882 | 38 × 20 cm      | チューリッヒ美術館（チューリッヒ）                         | スイス         |
|      | 水浴図                                         | 1879-1880 | 34,5 × 38 cm    | デトロイト美術館（デトロイト）                             | アメリカ合衆国 |
|      | 3人の水浴図                                    | 1879–1882 | 52 × 55 cm      | プティ・パレ（パリ）                                       | フランス       |
|      | プロヴァンスの風景                             | 1879-82   | 54.7×65.5 cm    | ポーラ美術館                                               | 日本           |
|      | レスタック風景                                 | 1879-83   | 80.3×99.4 cm    | ニューヨーク近代美術館                                     | アメリカ合衆国 |
|      | レスタック湾                                   | 1879-83   | 60.3×74.3 cm    | フィラデルフィア美術館                                     | アメリカ合衆国 |
|      | 果物                                           | 1879      | 45.0×55.3 cm    | エルミタージュ美術館                                       | ロシア         |
|      | 水浴図                                         | 1880      | 35 × 39,5 cm    | 個人コレクション                                           |                |
|      | 愛の争い                                       | 1880      | 38 × 46 cm      | ナショナル・ギャラリー（ワシントンD.C.）                   | アメリカ合衆国 |
|      | 庭のセザンヌ夫人                               | 1880-1882 | 63 × 80 cm      | オランジュリー美術館（パリ）                               | フランス       |
|      | 果物、ナプキン、ミルク入れ                     | 1880-81   | 60.0×73.0 cm    | オランジュリー美術館                                       | フランス       |
|      | レダと白鳥                                     | 1880-82   | 59.7×74.9 cm    | バーンズ・コレクション                                     | アメリカ合衆国 |
|      | 鉢植えの花と洋梨                               | 1880-90   | 46.0×56.3 cm    | コートールド・ギャラリー                                   | イギリス       |
|      | オリーブ・ジャーの花                           | 1880      | 46.3×34.3 cm    | フィラデルフィア美術館                                     | アメリカ合衆国 |
|      | 青い花瓶の花                                   | 1880      | 30.0×23.0 cm    | オランジュリー美術館                                       | フランス       |
|      | 花と果物                                       | 1880      | 35.0×21.0 cm    | オランジュリー美術館                                       | フランス       |
|      | ポントワーズの橋と堰                           | 1881      | 59.1×72.1 cm    | 国立西洋美術館                                             | 日本           |
|      | 画家の息子の肖像                               | 1881-82   | 35.0×38.0 cm    | オランジュリー美術館                                       | フランス       |
|      | オリーブ色の壁紙の自画像                       | 1880-1881 | 33,6 × 26 cm    | ナショナル・ギャラリー（ロンドン）                         | イギリス       |
|      | 白いターバンの自画像                           | 1881-1882 | 55,5 × 46 cm    | ノイエ・ピナコテーク（ミュンヘン）                         | ドイツ         |
|      | 扇を持ったセザンヌ夫人の肖像                   | 1881      | 81 × 66 cm      | ビュールレ・コレクション（チューリッヒ）                   | スイス         |
|      | ノルマンディーの農場                           | 1882      | 47 × 65,7 cm    | アルベルティーナ（ウィーン）                               | オーストリア   |
|      | レスタック、松林越しの眺め                     | 1882-1883 | 72,5 × 90 cm    | Reader's Digest Collection（ニューヨーク）                 | アメリカ合衆国 |
|      | レスタックの岩場                               | 1882–1885 | 73 × 91 cm      | サンパウロ美術館（サンパウロ）                             | ブラジル       |
|      | 縞模様の服を着たセザンヌ夫人                   | 1882-85   | 56.8×47.0 cm    | 横浜美術館                                                 | 日本           |
|      | サント=ヴィクトワール山                        | 1883-87   | 66.8×92.3 cm    | コートールド・ギャラリー                                   | イギリス       |
|      | 水浴                                           | 1883-87   | 20×22.1 cm      | 大原美術館                                                 | 日本           |
|      | レスタックの赤屋根の家                         | 1883-1885 | 65 × 81 cm      | 個人コレクション                                           |                |
|      | プロヴァンスの住宅：レスタック近くのリアルス谷 | 1883      | 65 × 81.3 cm    | ナショナル・ギャラリー（ワシントンD.C.）                   | アメリカ合衆国 |
|      | マルセイユの入江、レスタックからの眺め         | 1883–1885 | 65 × 54 cm      | オルセー美術館（パリ）                                     | フランス       |
|      | レスタックとシャトー・ディフの風景             | 1883–1885 | 71 × 57,7 cm    | フィッツウィリアム美術館（ケンブリッジ）                   | イギリス       |
|      | マルセイユの入江、レスタックからの眺め         | 1885      | 80 × 99,6 cm    | シカゴ美術館（シカゴ）                                     | アメリカ合衆国 |
|      | テントの外にいる水浴者                         | 1883-1885 | 63,5 × 81 cm    | シュトゥットガルト州立美術館                               | ドイツ         |
|      | 腕を伸ばして立つ男                             | 1883      | 33 × 24 cm      | 個人コレクション                                           |                |
|      | 自画像                                         | 1883-1887 | 44 × 36 cm      | ニイ・カールスベルグ・グリプトテク美術館（コペンハーゲン） | デンマーク     |
|      | セザンヌ夫人の肖像                             | 1883-1887 | 62 × 51 cm      | 個人コレクション                                           |                |
|      | 子供の肖像                                     | 1883      | 27.5×22.2 cm    | ワズウォース美術館                                         | アメリカ合衆国 |
|      | ジャ・ド・ブーファンの池                       | 1883      | 65.0×81.0 cm    | コートールド美術館                                         | イギリス       |
|      | ジャ・ド・ブッファンの農場とセイヨウトチノキ   | 1884      | 92 × 73,7 cm    | ノートン・サイモン美術館（パサデナ）                       | アメリカ合衆国 |
|      | 樹木と家                                       | 1885-86   | 54.0×73.0 cm    | オランジュリー美術館                                       | フランス       |
|      | ガルダンヌ                                     | 1885-86   | 65 x 100 cm     | バーンズ・コレクション                                     | アメリカ合衆国 |
|      | ジャ・ド・ブッファンの眺め                     | 1885-86   | 60.3×73 cm      | 国立西洋美術館                                             | 日本           |
|      | ジャ・ド・ブッファン近郊                       | 1885-87   | 65×81 cm        | グッゲンハイム美術館                                       | アメリカ合衆国 |
|      | セザンヌ夫人の肖像                             | 1885-87   | 55×46 cm        | フィラデルフィア美術館                                     | アメリカ合衆国 |
|      | セザンヌ夫人の肖像                             | 1885-87   | 46×38.3 cm      | フィラデルフィア美術館                                     | アメリカ合衆国 |
|      | セザンヌ夫人                                   | 1885-87   | 92.7×73 cm      | バーンズ・コレクション                                     | アメリカ合衆国 |
|      | 自画像                                         | 1885      |                 | プーシキン美術館（モスクワ）                               | ロシア         |
|      | 風景                                           | 1885-87   | 65×81.2 cm      | 大原美術館                                                 | 日本           |
|      | ジュール・ペイロン                             | 1885-87   | 46.4×38.1 cm    | ハーバード美術館（フォッグ美術館）                         | アメリカ合衆国 |
|      | 北フランスの風景                               | 1885-87   | 45×53 cm        | 鹿児島市立美術館                                           | 日本           |
|      | セザンヌ夫人                                   | 1885-90   | 47.0×39.0 cm    | オルセー美術館                                             | フランス       |
|      | 川岸の家                                       | 1885-90   | 51.4×62.3 cm    | シカゴ美術館                                               | アメリカ合衆国 |
|      | 水浴する人物                                   | 1885      | 127×96.8 cm     | ニューヨーク近代美術館                                     | アメリカ合衆国 |
|      | ラ・ロシュ・ギュイヨンの曲がり角               | 1885      | 64.2 x 80 cm    | スミス・カレッジ美術館 （ノーザンプトン）                  | アメリカ合衆国 |
|      | レスタックから眺めたマルセイユ湾               | 1885      | 80.2×100.6 cm   | シカゴ美術館                                               | アメリカ合衆国 |
|      | 湖への道                                       | 1885      | 92×75 cm        | クレラー・ミュラー美術館（エーデ）                         | オランダ       |
|      | ジャ・ド・ブッファンのセイヨウトチノキ         | 1885      | 65 × 81 cm      | ヴィンタートゥール美術館（ヴィンタートゥール）             | スイス         |
|      | ガルダンヌ                                     | 1885      | 92 x 74.5 cm    | ブルックリン美術館 （ニューヨーク）                        | アメリカ合衆国 |
|      | 二つの果物                                     | 1885      | 19.1 x 23.1 cm  | 清春白樺美術館 （北杜市）                                  | 日本           |
|      | 青い花瓶                                       | 1885-1887 | 61 x 50 cm      | オルセー美術館 （パリ）                                    | フランス       |
|      | ジャ・ド・ブッファン                           | 1885-1887 | 60 × 71 cm      | プラハ国立美術館（プラハ）                                 | チェコ         |
|      | ジャ・ド・ブッファンのセイヨウトチノキ         | 1885-1887 | 73 × 92 cm      | ミネアポリス美術館（ミネアポリス）                         | アメリカ合衆国 |
|      | ジャ・ド・ブッファンのセイヨウトチノキと農場   | 1885-1887 | 65,5 × 81,3 cm  | 個人コレクション                                           |                |
|      | ジャ・ド・ブッファンの近隣                     | 1885-1887 | 65 × 81 cm      | ソロモン・R・グッゲンハイム美術館（ニューヨーク）          | アメリカ合衆国 |
|      | セザンヌ夫人                                   | 1885-1887 | 55,6 × 45,7 cm  | ソロモン・R・グッゲンハイム美術館（ニューヨーク）          | アメリカ合衆国 |
|      | ジャ・ド・ブッファンの高い木々                 | 1885-1887 | 65 × 81 cm      | コートールド・ギャラリー（ロンドン）                       | イギリス       |
|      | ジャ・ド・ブッファンの高い木々                 | 1885-1887 | 73 × 59 cm      | 個人コレクション                                           |                |
|      | 水道橋                                         | 1885      | 72 × 91 cm      | プーシキン美術館（モスクワ）                               | ロシア         |
|      | サント＝ヴィクトワール山の広野                 | 1885      | 58 × 72 cm      | プーシキン美術館（モスクワ）                               | ロシア         |
|      | ベルビューからの望むサント＝ヴィクトワール山   | 1885      | 73 × 92 cm      | バーンズ・コレクション（フィラデルフィア）                 | アメリカ合衆国 |
|      | サント＝ヴィクトワール山とアルク川渓谷の陸橋   | 1885–1887 | 65,4 × 81,6 cm  | メトロポリタン美術館（ニューヨーク）                       | アメリカ合衆国 |
|      | サント＝ヴィクトワール山                       | 1885-1887 | 67 × 92 cm      | コートールド・ギャラリー（ロンドン）                       | イギリス       |
|      | サント＝ヴィクトワール山                       | 1885-1887 | 55 × 65 cm      | スコットランド国立美術館（エディンバラ）                   | イギリス       |
|      | サント＝ヴィクトワール山                       | 1885-1887 | 66×90 cm        | メトロポリタン美術館（ニューヨーク）                       | アメリカ合衆国 |
|      | サント＝ヴィクトワール山と松の大木             | 1886-1887 |                 | フィリップス・コレクション（ワシントンD.C.）               | アメリカ合衆国 |
|      | 水浴図                                         | 1885      | 127 × 96,8 cm   | ニューヨーク近代美術館（ニューヨーク）                     | アメリカ合衆国 |
|      | 5人の水浴図                                    | 1885-1887 | 65,5 × 65,5 cm  | バーゼル市立美術館（バーゼル）                             | スイス         |
|      | セザンヌ夫人の肖像                             | 1885      | 46 × 38 cm      | 個人コレクション                                           |                |
|      | セザンヌ夫人の肖像                             | 1885–1887 | 92,6 × 72,9 cm  | バーンズ・コレクション（フィラデルフィア）                 | アメリカ合衆国 |
|      | セザンヌ夫人の肖像                             | 1885–1886 | 47 × 39 cm      | オルセー美術館（パリ）                                     | フランス       |
|      | セザンヌ夫人                                   | 1886      | 100.6 × 81.3 cm | デトロイト美術館（デトロイト）                             | アメリカ合衆国 |
|      | ガルダンヌの風景                               | 1886      | 65 × 100 cm     | バーンズ・コレクション（フィラデルフィア）                 | アメリカ合衆国 |
|      | 公園の木々                                     | 1886-87   |                 | プーシキン美術館（モスクワ）                               | ロシア         |
|      | プロヴァンスの山                               | 1886-90   | 63.5 x 79.4 cm  | ナショナル・ギャラリー (ロンドン) （ロンドン）             | イギリス       |
|      | 休息する少年                                   | 1887      |                 | ハマー美術館（ロサンゼルス）                               | アメリカ合衆国 |
|      | サント=ヴィクトワール山                        | 1886-88   | 59.69×72.39 cm  | フィリップス・コレクション                                 | アメリカ合衆国 |
|      | 箪笥のある静物                                 | 1887-88   | 63.8× cm        | ハーバード美術館（フォッグ美術館）                         | アメリカ合衆国 |
|      | サント・ヴィクトワール山                       | 1887      | 67.2×91.3 cm    | ナショナル・ギャラリー (ワシントン)                        | アメリカ合衆国 |

### 総合時代の作品（1888年-1906年）
| 画像 | 作品名                                             | 制作時期  | 作品詳細            | 所在地                                                     | 国             |
| ---- | -------------------------------------------------- | --------- | ------------------- | ---------------------------------------------------------- | -------------- |
|      | 赤い服のセザンヌ夫人                               | 1888-1890 | 116.5 × 89.5 cm     | メトロポリタン美術館（ニューヨーク）                       | アメリカ合衆国 |
|      | 赤いチョッキの少年                                 | 1888–1890 | 79,5 × 64 cm        | ビュールレ・コレクション（チューリッヒ）                   | スイス         |
|      | 赤いチョッキの少年                                 | 1888-1890 | 81 × 85 cm          | ニューヨーク近代美術館（ニューヨーク）                     | アメリカ合衆国 |
|      | 赤いチョッキの少年                                 | 1888-1890 | 92 × 73 cm          | ナショナル・ギャラリー（ワシントンD.C.）                   | アメリカ合衆国 |
|      | 赤いチョッキの少年                                 | 1888-1890 | 65,7 × 54,7 cm      | バーンズ・コレクション（フィラデルフィア）                 | アメリカ合衆国 |
|      | 赤いチョッキの少年（水彩）                         | 1890      | 46 × 30 cm          | 個人コレクション                                           |                |
|      | 息子ポール・セザンヌの肖像                         | 1888-1890 | 64,5 × 54 cm        | ナショナル・ギャラリー（ワシントンD.C.）                   | アメリカ合衆国 |
|      | 果物籠のある静物                                   | 1888-90   | 65.0×80.0 cm        | オルセー美術館                                             | フランス       |
|      | 鉢植えの花                                         | 1888-90   | 92.1×73.3 cm        | バーンズ・コレクション                                     | アメリカ合衆国 |
|      | 青い服を着たセザンヌ夫人                           | 1888-90   | 74.1×61.0 cm        | ヒューストン美術館                                         | アメリカ合衆国 |
|      | 曲がった木                                         | 1888-90   | 46.0×55.0 cm        | ひろしま美術館                                             | 日本           |
|      | サン=ジョセフ領地の眺め                            | 1888-90   | 65.1×81.3 cm        | メトロポリタン美術館                                       | アメリカ合衆国 |
|      | 丘の上の家                                         | 1888-90   | 65×81.2 cm          | フォルクヴァンク美術館                                     | ドイツ         |
|      | 静物                                               | 1888-90   | 27.7×40.9 cm        | ポーラ美術館                                               | 日本           |
|      | セザンヌ夫人の肖像                                 | 1888      | 100.6×81.3 cm       | デトロイト美術館                                           | アメリカ合衆国 |
|      | プロヴァンスの風景 - 雑木林                        | 1888      | 81.2×65.7 cm        | 国立ウェールズ美術館                                       | イギリス       |
|      | サント=ヴィクトワール山                            | 1888      | 54.0×65.0 cm        | アムステルダム市立美術館                                   | オランダ       |
|      | 青い花瓶                                           | 1888-90   | 61.0×50.0 cm        | オルセー美術館                                             | フランス       |
|      | 花瓶のチューリップ                                 | 1890-92   | 59.2×42.3 cm        | シカゴ美術館（シカゴ）                                     | アメリカ合衆国 |
|      | 煙草を吸う男                                       | 1890-92   | 92.5×73.5 cm        | エルミタージュ美術館                                       | ロシア         |
|      | 岩場の風景                                         | 1890-92   | 63.5×79.4 cm        | ナショナル・ギャラリー (ロンドン)                          | イギリス       |
|      | マルヌ河畔                                         | 1888–1890 | 65 × 81 cm          | エルミタージュ美術館（サンクトペテルブルク）               | ロシア         |
|      | マルヌ河畔                                         | 1888-1890 | 71 × 90 cm          | プーシキン美術館（モスクワ）                               | ロシア         |
|      | サント＝ヴィクトワール山                           | 1888-1890 | 65 × 81 cm          | 個人コレクション                                           |                |
|      | ジャ・ド・ブッファンの池                           | 1888-1890 | 64.8 × 81 cm        | メトロポリタン美術館（ニューヨーク）                       | アメリカ合衆国 |
|      | ジャ・ド・ブッファンの家と畑                       | 1888-1890 | 60.5 x 73.5 cm      | メトロポリタン美術館（ニューヨーク）                       | アメリカ合衆国 |
|      | オワーズ河畔                                       | 1888      | 49 × 60 cm          | 個人コレクション                                           |                |
|      | かごのある静物                                     | 1888–1890 | 64 × 80 cm          | オルセー美術館（パリ）                                     | フランス       |
|      | 桃と梨のある静物                                   | 1888-90   | 61 × 90 cm          | プーシキン美術館（モスクワ）                               | ロシア         |
|      | 青い花瓶                                           | 1889–1890 | 61 × 51 cm          | オルセー美術館（パリ）                                     | フランス       |
|      | ピエロとアルルカン                                 | 1888      | 102 × 81 cm         | プーシキン美術館（モスクワ）                               | ロシア         |
|      | アルルカン                                         | 1889–1890 | 92 × 65 cm          | ナショナル・ギャラリー（ワシントンD.C.）                   | アメリカ合衆国 |
|      | アルルカン                                         | 1888-1890 | 91 × 65 cm          | 個人コレクション                                           |                |
|      | アルルカン                                         | 1888-90   | 62.3×47.2 cm        | ポーラ美術館                                               | 日本           |
|      | 水浴する男たち                                     | 1890-91   | 54.2 x 66.5 cm      |                                                            |                |
|      | ザクロと洋梨のあるショウガ壷                       | 1890-93   | 46.4×55.6 cm        | フィリップス・コレクション                                 | アメリカ合衆国 |
|      | わらひもを巻いた壺、砂糖壺、りんご                 | 1890-93   | 36.0×125.0 cm       | オランジュリー美術館                                       | フランス       |
|      | 家と木立ち                                         | 1890-94   | 65.4×81.3 cm        | バーンズ・コレクション                                     | アメリカ合衆国 |
|      | 瓶とオレンジの静物                                 | 1890-94   | 48.3×71.4 cm        | バーンズ・コレクション                                     | アメリカ合衆国 |
|      | 静物：果物と水差し                                 | 1890-94   | 32.4×40.6 cm        | ボストン美術館                                             | アメリカ合衆国 |
|      | 坐る農夫                                           | 1890-94   | 55.0×46.0 cm        | ひろしま美術館                                             | 日本           |
|      | サント・ヴァクトワール山                           | 1890-95   | 55.0×65.4 cm        | スコットランド国立美術館                                   | イギリス       |
|      | 水浴する人々の習作                                 | 1890      | 26.0×40.0 cm        | プーシキン美術館                                           | ロシア         |
|      | 水辺にて                                           | 1890      | 73×92.5 cm          | ナショナル・ギャラリー (ワシントン)                        | アメリカ合衆国 |
|      | 囲い地                                             | 1890      | 61.6×52.1 cm        | ホノルル美術館                                             | アメリカ合衆国 |
|      | サント・ヴィクトワール山                           | 1890      | 65.0×92.0 cm        | オルセー美術館                                             | フランス       |
|      | セザンヌ夫人の肖像                                 | 1890      | 81.0×65.0 cm        | オランジュリー美術館                                       | フランス       |
|      | 小舟と水浴する人々                                 | 1890      | 30.0×125.0 cm       | オランジュリー美術館                                       | フランス       |
|      | 宴の準備                                           | 1890      | 45.0×53.0 cm        | 国立国際美術館                                             | 日本           |
|      | カード遊びをする人々                               | 1890–1892 | 134 × 181,5 cm      | バーンズ・コレクション（フィラデルフィア）                 | アメリカ合衆国 |
|      | カード遊びをする人々                               | 1892–1893 | 65 × 81 cm          | メトロポリタン美術館（ニューヨーク）                       | アメリカ合衆国 |
|      | カード遊びをする人々                               | 1892-1893 | 97 × 130 cm         | サーニー家（カタール王家）                                 | カタール       |
|      | カード遊びをする人々                               | 1892–1895 | 60 × 73 cm          | コートールド・ギャラリー（ロンドン）                       | イギリス       |
|      | カード遊びをする人々                               | 1892–1895 | 47,5 × 57 cm        | オルセー美術館（パリ）                                     | フランス       |
|      | パイプをくわえる男                                 | 1890      | 91 × 72 cm          | エルミタージュ美術館（サンクトペテルブルク）               | ロシア         |
|      | パイプをくわえる男                                 | 1890-92   | 72 × 91 cm          | プーシキン美術館（モスクワ）                               | ロシア         |
|      | パイプをくわえる男                                 | 1892      | 73 × 60 cm          | コートールド・ギャラリー（ロンドン）                       | イギリス       |
|      | 水浴図                                             | 1890-1894 | 60 × 81 cm          | オルセー美術館（パリ）                                     | フランス       |
|      | 水浴図                                             | 1890-1894 | 26 × 40 cm          | エルミタージュ美術館（サンクトペテルブルク）               | ロシア         |
|      | 森                                                 | 1890-1892 | 72 × 92 cm          | ホワイトハウス（ワシントンD.C.）                           | アメリカ合衆国 |
|      | りんごとサクラソウの鉢のある静物                   | 1890      | 58 × 91 cm          | メトロポリタン美術館（ニューヨーク）                       | アメリカ合衆国 |
|      | りんごの籠                                         | 1890-94   | 65 × 80 cm          | シカゴ美術館〔シカゴ）                                     | アメリカ合衆国 |
|      | チューリップとりんごのある静物                     | 1890-94   | 58,5 × 42 cm        | シカゴ美術館〔シカゴ）                                     | アメリカ合衆国 |
|      | パレットのある自画像                               | 1890      | 92 × 73 cm          | ビュールレ・コレクション（チューリッヒ）                   | スイス         |
|      | フェルト帽の自画像                                 | 1890–95   | 61,2 × 50,1 cm      | ブリヂストン美術館（東京）                                 | 日本           |
|      | セザンヌ夫人の肖像                                 | 1890      | 81 × 65 cm          | オランジュリー美術館（パリ）                               | フランス       |
|      | 赤い服のセザンヌ夫人                               | 1890–1894 | 89 × 70 cm          | サンパウロ美術館（サンパウロ）                             | ブラジル       |
|      | 女性とコーヒーポット                               | 1890-95   | 130 × 97 cm         | オルセー美術館（パリ）                                     | フランス       |
|      | 温室のセザンヌ夫人                                 | 1891      | 92 × 73 cm          | メトロポリタン美術館（ニューヨーク）                       | アメリカ合衆国 |
|      | シャトー・ノワールの井戸と石臼                     | 1892      | 65.1×81 cm          | バーンズ・コレクション                                     | アメリカ合衆国 |
|      | 果物皿、水差し、果実                               | 1892-94   | 73×92.4 cm          | バーンズ・コレクション                                     | アメリカ合衆国 |
|      | 水の反映                                           | 1892-94   | 65.0×92 cm          | 愛媛県美術館                                               | 日本           |
|      | ひび割れの家                                       | 1892–1894 | 80 × 64,1 cm        | メトロポリタン美術館（ニューヨーク）                       | アメリカ合衆国 |
|      | サント=ヴィクトワール山                            | 1892-94   | 69.8 x 89.5 cm      | フィラデルフィア美術館                                     | アメリカ合衆国 |
|      | サント=ヴィクトワール山                            | 1892-95   | 73×92 cm            | バーンズ・コレクション                                     | アメリカ合衆国 |
|      | ガルダンヌから見たサント=ヴィクトワール山          | 1892-95   | 73.0×92.0 cm        | 横浜美術館                                                 | 日本           |
|      | 大きな花束                                         | 1892-95   | 81×100 cm           | 東京国立近代美術館                                         | 日本           |
|      | 赤い縞のドレスを着た婦人                           | 1892-96   | 93.3×73.3 cm        | バーンズ・コレクション                                     | アメリカ合衆国 |
|      | 緑のメロンと静物                                   | 1892-96   | 30.5 x 48.3 cm      | 個人蔵                                                     |                |
|      | サント・ヴィクトワール山                           | 1892-96   | 42.5 X 54.3 cm      | ニューヨーク近代美術館                                     | アメリカ合衆国 |
|      | 椅子に座った農夫                                   | 1892-1896 | 54,6 × 45,1 cm      | メトロポリタン美術館（ニューヨーク）                       | アメリカ合衆国 |
|      | 黄色い肘掛け椅子に座るセザンヌ夫人                 | 1893-1895 | 81 × 85 cm          | 個人コレクション                                           |                |
|      | 静物（掛け布,水差しと果物かご）                    | 1893-1894 | 59 × 72.4 cm        | ホイットニー美術館（ニューヨーク）                         | アメリカ合衆国 |
|      | 静物（カーテン、水差しと果物皿）                   | 1893–1895 | 59.7 × 73 cm        | 個人蔵                                                     |                |
|      | 水差しとナス                                       | 1893-94   | 72.4×91.4 cm        | メトロポリタン美術館                                       | アメリカ合衆国 |
|      | 砂糖壺、梨とテーブルクロス                         | 1893-94   | 50.9×62.0 cm        | ポーラ美術館                                               | 日本           |
|      | ペパーミントボトル                                 | 1893-95   | 65.9×82.1 cm        | ナショナル・ギャラリー (ワシントン)                        | アメリカ合衆国 |
|      | シヴェルニーの冬景色                               | 1894      | 65.1×81 cm          | フィラデルフィア美術館                                     | アメリカ合衆国 |
|      | プットーの石膏像                                   | 1894-95   | 44.5×30.8 cm        | ハーバード美術館（フォッグ美術館）                         | アメリカ合衆国 |
|      | カーテンのある静物                                 | 1895      | 55 × 74.5 cm        | エルミタージュ美術館（サンクトペテルブルク）               | ロシア         |
|      | 緑の帽子の女性（セザンヌ夫人）                     | 1894-1895 | 100.2 × 81.2 cm     | バーンズ・コレクション（フィラデルフィア）                 | アメリカ合衆国 |
|      | クレテイユの橋                                     | 1894-1895 |                     | プーシキン美術館（モスクワ）                               | ロシア         |
|      | マリア邸のあるシャトー・ノワールの風景             | 1895      | 65 × 81 cm          | キンベル美術館（フォートワース）                           | アメリカ合衆国 |
|      | 断崖の石切り場                                     | 1895      | 65 × 81 cm          | フォルクヴァンク美術館（エッセン）                         | ドイツ         |
|      | 大きな松の木と赤い大地                             | 1895      | 72 × 91 cm          | エルミタージュ美術館（サンクトペテルブルク）               | ロシア         |
|      | 天使像のある静物                                   | 1895      | 70 × 57 cm          | コートールド・ギャラリー（ロンドン）                       | イギリス       |
|      | 玉ねぎのある静物                                   | 1895–1898 | 66 × 81 cm          | オルセー美術館（パリ）                                     | フランス       |
|      | 桃と梨                                             | 1895      | 61 × 90 cm          | プーシキン美術館（モスクワ）                               | ロシア         |
|      | 自画像                                             | 1895      | 55 × 46 cm          | 個人コレクション                                           |                |
|      | 自画像（水彩）                                     | 1895      | 26 × 22 cm          | 個人コレクション                                           |                |
|      | ギュスターヴ・ジェフロワの肖像                     | 1895      | 116 × 82 cm         | オルセー美術館（パリ）                                     | フランス       |
|      | テーブルとナプキンと果物                           | 1895-1900 | 47×56.2 cm          | バーンズ・コレクション                                     | アメリカ合衆国 |
|      | 頭蓋骨のある静物                                   | 1895-1900 | 54.3×65.4 cm        | バーンズ・コレクション                                     | アメリカ合衆国 |
|      | 洋梨のある静物                                     | 1895-1900 | 38.0×46.0 cm        | ヴァルラフ=リヒャルツ美術館                                | ドイツ         |
|      | 小川                                               | 1895-1900 | 59.2×81.0 cm        | クリーブランド美術館                                       | アメリカ合衆国 |
|      | 腕組みをする男                                     | 1895-1900 | 92 × 72.7 cm        | ソロモン・R・グッゲンハイム美術館（ニューヨーク）          | アメリカ合衆国 |
|      | ロザリオを持つ老婆                                 | 1895-1896 | 80 × 64 cm          | ナショナル・ギャラリー（ロンドン）                         | イギリス       |
|      | エクス近くの大きな松の樹                           | 1895-97   | 72.0×91.0 cm        | エルミタージュ美術館                                       | ロシア         |
|      | 池にかかる橋                                       | 1895-98   | 64.0×79.0 cm        | プーシキン美術館                                           | ロシア         |
|      | 藁ひもを巻いた壺と果実                             | 1895      | 73.3×60.3 cm        | バーンズ・コレクション                                     | アメリカ合衆国 |
|      | 川辺                                               | 1895      | 73×92.3 cm          | ナショナル・ギャラリー (ワシントン)                        | アメリカ合衆国 |
|      | 赤い岩                                             | 1895頃    | 92.0×68.0 cm        | オランジュリー美術館                                       | フランス       |
|      | リンゴと静物                                       | 1895-98   | 68.8 x 92.7 cm      | ニューヨーク近代美術館                                     | アメリカ合衆国 |
|      | 腕を曲げて休むイタリアの乙女                       | 1896      | 92 × 73 cm          | J・ポール・ゲティ美術館（ロサンゼルス）                    | アメリカ合衆国 |
|      | 麦わら帽子の少女                                   | 1896      | 81.0 x 65.0 cm      | 清春白樺美術館 （北杜市）                                  | 日本           |
|      | 青い仕事着を着る男                                 | 1896-97   | 81.5 × 64.8 cm      | キンベル美術館（フォートワース）                           | アメリカ合衆国 |
|      | アヌシー湖                                         | 1896      | 64 × 79 cm          | コートールド・ギャラリー（ロンドン）                       | イギリス       |
|      | 頭蓋骨を前にした青年                               | 1896-98   | 130×97.5 cm         | バーンズ・コレクション                                     | アメリカ合衆国 |
|      | トロネの道とサント=ヴィクトワール山                | 1896-98   | 78.5×98.5 cm        | エルミタージュ美術館                                       | ロシア         |
|      | ビベルースの採石所から見るサント＝ヴィクトワール山 | 1897      | 65 × 81 cm          | ボルチモア美術館（ボルチモア）                             | アメリカ合衆国 |
|      | 松の木と水道橋                                     | 1897-1900 | 91 × 71 cm          | プーシキン美術館                                           | ロシア         |
|      | モンジュルーの曲がり角                             | 1898      | 81.2 × 66 cm        | ニューヨーク近代美術館（ニューヨーク）                     | アメリカ合衆国 |
|      | 松の大木                                           | 1898      | 85 × 92 cm          | サンパウロ美術館（サンパウロ）                             | ブラジル       |
|      | 森の中                                             | 1898-1899 | 61 × 81,3 cm        | サンフランシスコ美術館（サンフランシスコ）                 | アメリカ合衆国 |
|      | サント＝ヴィクトワール山                           | 1896-1898 | 78 × 99 cm          | エルミタージュ美術館（サンクトペテルブルク）               | ロシア         |
|      | サント＝ヴィクトワール山                           | 1897-98   | 81 x 100.5 cm       | エルミタージュ美術館（サンクトペテルブルク）               | ロシア         |
|      | サント＝ヴィクトワール山の道                       | 1898-1902 | 81 × 99 cm          | エルミタージュ美術館（サンクトペテルブルク）               | ロシア         |
|      | ベレー帽の自画像                                   | 1898-1900 | 63,5 × 50,8 cm      | ボストン美術館（ボストン）                                 | アメリカ合衆国 |
|      | ビベミュスの石切り場                               | 1898      | 92.1×73.3 cm        | バーンズ・コレクション                                     | アメリカ合衆国 |
|      | シャトー・ノワールの森                             | 1898-1900 | 73×92.4 cm          | フィラデルフィア美術館                                     | アメリカ合衆国 |
|      | シャトー・ノワールの庭の中                         | 1898-1900 | 92.0×73.0 cm        | オランジュリー美術館                                       | フランス       |
|      | 大水浴図                                           | 1898-1905 | 210.5×250.8 cm      | フィラデルフィア美術館                                     | アメリカ合衆国 |
|      | 森の中                                             | 1898-99   | 61×81.3 cm          | サンフランシスコ美術館                                     | アメリカ合衆国 |
|      | アンブロワーズ・ヴォラールの肖像                   | 1899      | 100 × 81 cm         | プティ・パレ（パリ）                                       | フランス       |
|      | りんごとオレンジ                                   | 1899      | 74 × 93 cm          | オルセー美術館（パリ）                                     | フランス       |
|      | 静物：カーテン、花瓶                               | 1899-1900 | 54.7 X 74 cm        | エルミタージュ美術館                                       | ロシア         |
|      | 水浴する男たち                                     | 1899-1900 | 22.0×33.5 cm        | オルセー美術館                                             | フランス       |
|      | 水浴する人びと                                     | 1899-1904 | 22.0×33.5 cm        | シカゴ美術館                                               | アメリカ合衆国 |
|      | アルフレッド・オージュの肖像                       | 1899      | 71.8×60.3 cm        | ノートン美術館                                             | アメリカ合衆国 |
|      | シャトー＝ノワール                                 | 1900-1904 | 74 × 96,5 cm        | ナショナル・ギャラリー（ワシントンD.C.）                   | アメリカ合衆国 |
|      | シャトー＝ノワールの大地                           | 1900-1904 | 90,7 × 71,4 cm      | ナショナル・ギャラリー（ロンドン）                         | イギリス       |
|      | 川にある水車                                       | 1900-1906 | 31 × 49 cm          | 個人コレクション                                           |                |
|      | 水浴する女                                         | 1900      | 73 × 92 cm          | ニイ・カールスベルグ・グリプトテク美術館（コペンハーゲン） | デンマーク     |
|      | 7人の水浴図                                        | 1900      | 38 × 46 cm          | バイエラー財団（リーエン）                                 | スイス         |
|      | シャトー・ノワールの眺望                           | 1900-4    | 73.7×96.6 cm        | ナショナル・ギャラリー (ワシントン)                        | アメリカ合衆国 |
|      | シャトー・ノワールの岩山の下生え                   | 1900-4    | 132.4×219.1 cm      | ナショナル・ギャラリー (ロンドン)                          | イギリス       |
|      | シャトー・ノワールの岩山の下生え                   | 1900-4    | 90.7×71.4 cm        | ナショナル・ギャラリー (ロンドン)                          | イギリス       |
|      | 水浴図                                             | 1900-1905 | 59 × 80 cm          | シカゴ美術館（シカゴ）                                     | アメリカ合衆国 |
|      | 水浴図                                             | 1900-1905 | 73 × 92 cm          | 個人コレクション                                           |                |
|      | 大水浴                                             | 1900-5    | 132.4×219.1 cm      | バーンズ・コレクション                                     | アメリカ合衆国 |
|      | プロヴァンスの朝                                   | 1900-6    | 81.3×63.2 cm        | オルブライト=ノックス美術館                                | アメリカ合衆国 |
|      | 菊                                                 | 1900      | 70.5×58.4 cm        | バーンズ・コレクション                                     | アメリカ合衆国 |
|      | ミルクジャグとフルーツ                             | 1900      | 45.8×54.9 cm        | ナショナル・ギャラリー（ワシントンD.C.）                   | アメリカ合衆国 |
|      | 三つの骸骨                                         | 1900      | 34 × 60 cm          | デトロイト美術館（デトロイト）                             | アメリカ合衆国 |
|      | 積み重ねた骸骨                                     | 1901      | 37 cm × 45.5 cm.    | 個人コレクション                                           |                |
|      | 森                                                 | 1902–1904 | 81,4 × 66 cm        | カナダ国立美術館（オタワ〕                                 | カナダ         |
|      | 花                                                 | 1902-03   |                     | プーシキン美術館（モスクワ）                               | ロシア         |
|      | 人形を持つ乙女                                     | 1902      | 92 × 73 cm          | 個人コレクション                                           |                |
|      | 人形を持つ女の子                                   | 1902-1904 | 73 × 60 cm          | 個人コレクション                                           |                |
|      | 青い服の坐る女                                     | 1902-4    | 66.04×50.155 cm     | フィリップス・コレクション                                 | アメリカ合衆国 |
|      | サント・ヴィクトワール山                           | 1902-6    | 57.2×97.2 cm        | メトロポリタン美術館                                       | アメリカ合衆国 |
|      | 曲がる道                                           | 1902-6    | 73.0×92.0 cm        | コートールド美術館                                         | イギリス       |
|      | ティーポットのある静物                             | 1902-6    | 61.4×74.3 cm        | 国立ウェールズ美術館                                       | イギリス       |
|      | 麦藁帽子を被る子供                                 | 1902      | 80.8×54.8 cm        | メナード美術館                                             | 日本           |
|      | 青い服の女性                                       | 1904      | 88,5 × 72 cm        | エルミタージュ美術館（サンクトペテルブルク）               | ロシア         |
|      | シャトー＝ノワールの洞窟の近くにある大きな岩       | 1904      | 65 × 54 cm          | オルセー美術館（パリ）                                     | フランス       |
|      | シャトー・ノワール                                 | 1904-06   | 73.6 x 93.2 cm      | ニューヨーク近代美術館（ニューヨーク）                     | アメリカ合衆国 |
|      | シャトー・ノワール                                 | 1904-06   | 73 x 92 cm          | ルーヴル美術館（パリ）                                     | フランス       |
|      | サント＝ヴィクトワール山                           | 1904      | cm                  | デトロイト美術館（デトロイト）                             | アメリカ合衆国 |
|      | サント＝ヴィクトワール山                           | 1904      | 70 × 92 cm          | フィラデルフィア美術館（フィラデルフィア）                 | アメリカ合衆国 |
|      | サント＝ヴィクトワール山                           | 1904-1906 | 65 × 81 cm          | 個人コレクション                                           |                |
|      | サント＝ヴィクトワール山                           | 1904-1906 | 65 × 81 cm          | ビュールレ・コレクション（チューリッヒ）                   | スイス         |
|      | サント＝ヴィクトワール山                           | 1905      | 63,5 × 83 cm        | チューリッヒ美術館（チューリッヒ）                         | スイス         |
|      | サント＝ヴィクトワール山とシャトー＝ノワール       | 1904-1906 | 65,6 × 81 cm        | フィラデルフィア美術館（フィラデルフィア）                 | アメリカ合衆国 |
|      | サント＝ヴィクトワール山とシャトー＝ノワール       | 1904-1906 | 66.1×82.1 cm        | ブリヂストン美術館（東京）                                 | 日本           |
|      | 庭師                                               | 1904–1906 | 107,4 × 74,5 cm     | ナショナル・ギャラリー（ワシントンD.C.）                   | アメリカ合衆国 |
|      | 花瓶と静物                                         | 1905      | 81.3 X 100.7 cm     | ナショナル・ギャラリー（ワシントンD.C.）                   | アメリカ合衆国 |
|      | 庭師の肖像                                         | 1906      | 65 × 54 cm          | 個人コレクション                                           |                |
|      | 庭師（水彩）                                       | 1906      | 65.4×54.9 cm        | テート・モダン（ロンドン）                                 | イギリス       |
|      | 水浴図                                             | 1894-1905 | 127 × 196 cm        | ナショナル・ギャラリー（ロンドン）                         | イギリス       |
|      | 水浴図 (Les grandes Baigneusess)                   | 1906      | 132.4 x 219.1 cm    | バーンズ・コレクション（メリオン）                         | アメリカ合衆国 |
|      | 水浴図 (Les grandes Baigneusess)                   | 1906      | 208 × 251 cm        | フィラデルフィア美術館（フィラデルフィア）                 | アメリカ合衆国 |
|      | リンゴと桃のある静物                               | 1905      | 81 x 100.5 cm       | ナショナル・ギャラリー (ワシントン)（ワシントンD.C）       | アメリカ合衆国 |
|      | ローヴの庭                                         | 1906      | 65.405 x 80.9625 cm | フィリップス・コレクション（ワシントンD.C）                | アメリカ合衆国 |
|      | トロア・ソーテ橋 (watercolour)                     | 1906      | 41 × 53 cm          | シンシナティ美術館（シンシナティ）                         | アメリカ合衆国 |
|      | ローヴから望むサント＝ヴィクトワール山             | 1906      |                     | プーシキン美術館                                           | ロシア         |